# Quercus merrillii
Quercus merrillii là một loài thực vật có hoa trong họ Cử. Loài này được Seemen miêu tả khoa học đầu tiên năm 1908.

## Hình ảnh